# Нефедьево (Архангельская область)
Нефедьево — деревня в Холмогорском районе Архангельской области.

## География
Находится в центральной части Архангельской области на расстоянии приблизительно 21 км на запад-северо-запад по прямой от районного центра села Холмогоры на левобережье реки Северная Двина.

## История
В 1859 году здесь (тогда деревня Архангельского уезда Архангельской губернии) было учтено 10 дворов, в 1905 — 22. До 2022 года входила в Койдокурское сельское поселение до его упразднения.

## Население
Численность населения: 92 человека (1859 год), 183 (1905), 5 (русские 100 %) в 2002 году, 3 в 2010.